# Christopher Zimmer
Christopher Zimmer (* 1959 in Aachen) ist ein deutscher Fantasy-Autor.

## Leben
Christopher Zimmer wuchs in Basel auf und studierte Kunstgeschichte, Germanistik und Theaterwissenschaften. Danach nahm er an Theaterworkshops teil. Von den Werken J. R. R. Tolkiens inspiriert, schrieb er eigene Fantasyromane.
Heute lebt er in Basel und ist verheiratet sowie zweifacher Vater.

## Auszeichnungen
- Wolfgang-Hohlbein-Preis 1996

## Werke
- Die Steine der Wandlung (1996)
- Wanderer zwischen den Zeiten (1997)
- Die Augen der Maru (1998)
- Der Sohn des Drachen (1999)
- Der Priester des Feuers (2000)
- Die Lichter von Thalis (2001)
- Kindergeschichten (2009)